# Януш Станчик
Януш Юзеф Станчик (пол. Janusz Józef Stańczyk, 22 січня 1955, Тарнів) — польський юрист і дипломат. Надзвичайний і Повноважний Посол Польщі в Нідерландах (2007—2012), Постійний представник Польщі при Організації Об'єднаних Націй у Нью-Йорку (2000—2004) та Постійний представник Республіки Польща при Раді Європи (2015—2020).

## Життєпис
У 1977 році закінчив Ягеллонський університет, а в 1985 році здобув ступінь доктора права в Польській академії наук. Він також навчався в юридичній школі університету Сент-Луїса (1990—1991). Володіє польською, англійською та французькою мовами.
У 1978—1980 рр. працював в Історико-правовому інституті Ягеллонського університету, у 1983—1992 рр. — в Інституті держави і права Польської академії наук.
У 1992—1995 рр. директор юридично-договірного департаменту МЗС Польщі. У 1995—1996 рр. — генеральний директор Міністерства закордонних справ. У 1997 р. — заступник директора Департаменту навчання та планування МЗС Польщі. У 1997—1999 роках він був заступником державного секретаря в міністерстві закордонних справ.
У 2000—2004 рр. Постійний представник Польщі при Організації Об'єднаних Націй.
У 2004—2005 рр. в.о. директора Департаменту системи ООН і глобальних питань Міністерства закордонних справ.
З 4 листопада 2005 по 6 вересня 2007 рр. заступник держсекретаря міністерства закордонних справ.
З жовтня 2007 по 10 травня 2012 рр. посол Республіки Польща в Нідерландах, а також постійний представник Республіки Польща при Організації із заборони хімічної зброї (ОЗХЗ) в Гаазі.
З липня 2015 по 31 липня 2020 рр. постійний представник Республіки Польща в Раді Європи.
З 1 вересня 2020 по 31 січня 2022 рр. директор Департаменту Америки Міністерства закордонних справ Польщі.
З 31 січня 2022 року на пенсії.